# Tapir!
Tapir! — англійський інді-фолк гурт із Лондона.
Вони відомі своїм поєднанням народної музики з такими жанрами, як пост-панк і арт-поп.
Гурт Tapir! був створений у 2019 році і складається з музикантів із південного Лондона.
У 2022 році гурт випустив свій перший сингл «My God».
26 січня 2024 року гурт Tapir! випустив студійний альбом The Pilgrim, Their God and the King of My Decrepit Mountain.
Вони грали на живих концертах і фестивалях, відкриваючи концерти для таких артистів, як Ян Світ (Ian Sweet) і гурт Explosions in the Sky.
Їхній музичний стиль порівнюють із фольклорним мистецтвом і описують як «складний і ґрунтовний» інді-фолк, причому багато аспектів їхньої музики навіяні біблійними, міфічними та літературними джерелами.

## Історія
Гурт Tapir! складається з шести музикантів з південного Лондона, більшість учасників гурту також задіяні в інших проєктах.
Гурт почав випускати музику у 2022 році, хоча сформувався за три роки до цього, у 2019 році.
Вони випустили свій перший сингл «My God», написаний під час пандемії COVID-19, та мініальбом Act 1 (The Pilgrim) у 2022 році.
І сингл, і мініальбом були пізніше перевидані, причому «My God» став синглом для їхнього першого студійного альбому, а мініальбом Act 1 (The Pilgrim) було перемастеровано та перевидано, щоб дотриматися підписаного контракту з лейблом Heavenly Recordings у травні 2023 року.
Гурт Tapir! почав виступати наживо у 2022 році, відкривши концерт Яна Світа в травні 2022 року.
У серпні 2022 року вони виступили на фестивалі Green Man Festival.
У березні 2023 року було оголошено, що гурт братиме участь у фестивалі Left of the Dial у жовтні 2023 року.
8 листопада 2023 року гурт Tapir! відкрив концерт пост-рок гурту Explosions in the Sky у музичному закладі Troxy.
26 січня 2024 року гурт Tapir! випустив перший студійний альбом The Pilgrim, Their God and the King of My Decrepit Mountain. Альбом складається з трьох частин: з двох попередніх міні-альбомів — Act 1 (The Pilgrim) і Act 2 (Their God) — як перші дві частини; плюс ще чотири пісні, записані саме для цього студійного альбому — як третя частина. Перша пісня кожної частини містить розповідь Кайла Філда (Kyle Field). Альбом розповідає історію «The Pilgrim» або «Pilgrim», істоти, яка мандрує вигаданим світом зелених пагорбів і червоних тварин. Альбом був описаний виданням DIY як «занурений у кінематограф, міфологію та мистецтво експериментування… примарний світ ескапіста та захоплююча історія».

## Музичний стиль і сприйняття
Журнал Clash описує музичний стиль гурту Tapir! як «змішування пост-панку з фолком, інді з електронікою» та як арт-поп.
Описуючи трек «Gymnopédie», сайт Circuit Sweet назвав його кульмінацію «славетною симфонією lo-fi, яка звучить так, ніби її виконують, балансуючи на краю прірви.»
В статті для видання Hideous Magazine, Анджеліка Мей написала про пісню «My God», що вона "випромінює велику кількість езотерики та ексцентричності, пропонуючи складні та ґрунтовні концепції, які змушують вас зазирнути у їхні багряні голови тварин у спробі зрозуміти їхній примарний світ.
В огляді мініальбому Act 1 (у версії 2022 року), для журналу Hard of Hearing Magazine, Ллойд Болтон порівняв естетику музики з язичницьким народним мистецтвом, сказавши, що «нехитрі співи поміж потріскуванням створюють враження вигаданої язичницької церемонії, оспівуючи фольклор цієї уявної країни».
У своїй музиці гурт Tapir! дуже часто використовує електронні барабани, хоча для виступів наживо у них є барабанщик.
Значна частина лірики у мініальбомі Act 2 навіяна біблійними, міфічними та літературними джерелами, наприклад, пісня «Eidolon», навіяна віршем Волта Вітмена.
Гурт часто носить червоні голови з пап'є-маше, що зображують персонажа Pilgrim.

## Склад гурту
- Айк Грей (Ike Gray) — вокал, гітара[18][2]
- Ронні Лонгфелло (Ronnie Longfellow) — бас-гітара[18][2]
- Емілі Хаббард (Emily Hubbard) — корнет, синтезатори[18][2]
- Том Роджерс-Кольтман (Tom Rogers-Coltman) — гітара[18][2]
- Вілл Маккроссан (Will McCrossan) — клавішні[18][2]
- Вілфред Картрайт (Wilfred Cartwright) — барабани, віолончель[18][2]

## Дискографія

### Альбоми
- The Pilgrim, Their God and the King of My Decrepit Mountain (2024)[12]

### Мініальбоми
- Act 1 (The Pilgrim) (2022, re-released 2023)[6]
- Act 2 (Their God) (2023)[19]

### Сингли
- «My God» (2022, re-released 2023)[5][16]
- «On a Grassy Knoll (We'll Bow Together)» (2023)[6]
- «Gymnopédie» (2023)[1]